# Ribble Valley
Pour les autres significations, voir Ribble Valley (circonscription britannique).
Ribble Valley est un district administratif du comté de Lancashire, en Angleterre. La ville de Clitheroe en est le chef-lieu, les autres villes notables sont Whalley, Longridge et Ribchester. La région doit son nom au fleuve Ribble qui finit son cours près de Preston. La région est appréciée des touristes qui aiment la beauté naturelle intacte de la région, dont une grande partie se trouve dans la forêt de Bowland. 
Ribble Valley est statistiquement l'un des districts les plus riches du comté de Lancashire. Les entreprises de la région reflètent cette situation, de même qu'un restaurant répertorié dans le Guide Michelin, ainsi qu'un concessionnaire automobile Bentley. La région est un endroit prisé par ceux qui souhaitent quitter Londres pour un lieu plus rural et communautaire. 
Ce district a été créé le 1er avril 1974 sous le Local Government Act de 1972 par la fusion de l'arrondissement municipal de Clitheroe, du district urbain de Longridge, du district rural de Clitheroe, d'une partie du district rural de Blackburn, d'une partie du district rural de Burnley, et d'une partie du district rural de Preston, ainsi que du district rural de Bowland du West Riding of Yorkshire, d'où l'ajout de la Rose rouge de Lancastre et de la Rose blanche d'York sur les armoiries du conseil de district.